# Monkey Chop
Monkey Chop è un singolo di Dan-I, pubblicato nel 1979 da Island Records in formato 7" e 12".

## Il disco
Monkey Chop, scritta da Selmore Lewinson e prodotta dallo stesso Dan-I, ha riscosso molto successo a livello europeo ed è stata l'unica del cantante ad aver avuto particolare successo.

## Tracce
7"
1. Monkey Chop - 3:25
2. Roller (Do It) Boogie - 3:40

## Classifiche
| Classifica (1979) | Posizione raggiunta |
| ----------------- | ------------------- |
| Nuova Zelanda     | 4                   |
| Italia            | 6                   |
| Svezia            | 11                  |
| Regno Unito       | 30                  |